# Fortunato Pio Castellani
Fortunato Pío Castellani (6 de mayo de 1794 – 1 de enero de 1865) fue un joyero italiano del siglo XIX fundador de la compañía Castellani, una empresa italiana de joyería.
Castellani abrió su primera tienda en Roma en 1814. Se especializó en recrear las joyas de antiguos artesanos, en particular las de los etruscos. Castellani basó muchos de sus diseños directamente en evidencia arqueológica y, a menudo, incorporó grabados calcográficos, camafeos y micromosaicos en sus joyas. Su obra se puso muy de moda a lo largo del siglo XIX en toda Europa y su tienda era frecuentada por grandes turistas y aristocracia. La dinastía Castellani abarcó tres generaciones, y, también se destacaron los anticuarios.

## Biografía
Castellani abrió su primer taller en Roma en 1815. Inicialmente, sus diseños reflejaban las modas de la época y generalmente se basaban en joyas francesas e inglesas de la época. Sin embargo, en la década de 1820, Castellani comenzó a desarrollar el estilo por el que se haría más famoso. En colaboración con su amigo y patrocinador Miguel Ángel Caetani - más tarde el duque de Sermoneta y un destacado arqueólogo- Castellani comenzó a inspirarse en los descubrimientos arqueológicos, en particular en los de la cultura etrusca prerromana.
En 1836, los arqueólogos descubrieron la Tumba de Regolini-Galassi, un hallazgo etrusco particularmente importante que produjo una gran cantidad de joyas bellamente conservadas. Debido a su experiencia en el campo y sus conexiones con Caetani, Castellani fue contratado como asesor en la excavación. Gran parte de las joyas excavadas estaban decoradas con granulación - pequeñas motas de oro aplicadas a la superficie. Esta técnica era desconocida para los joyeros del siglo XIX y Castellani se inspiró en los descubrimientos para redescubrir el arte perdido.
En la década de 1850, Castellani pasó la gestión del negocio familiar a sus dos hijos Alessandro (1824-83) y Augusto (1829-1914), en cuyas manos continuó floreciendo. La familia era entusiasta coleccionista y, además de su negocio de joyería, comerciaban y restauraban antigüedades. La tienda principal de Castellani estaba adyacente al Fuente de Trevi, uno de los lugares más prestigiosos de Roma, e incorporó un museo de la colección de la familia.